# 埃特納鎮區 (堪薩斯州巴伯縣)
埃特納鎮區（英語：Aetna Township）為位在美國堪薩斯州巴伯縣的鎮區。2010年美国人口普查中該鎮區人口有7人。

## 地理
埃特納鎮區涵蓋面積318.66平方（123.04平方英里），境內無城鎮設立。

### 墓園
根據美國地質調查局的資料，此鎮區僅有1座墓園：
- 埃特納墓園（Aetna Cemetery）

### 溪流
通過此鎮區的溪流有：
- 阿什溪（Ash Creek）
- 大桑迪溪（Big Sandy Creek）
- 戴德曼溪（Deadman  Creek）
- 德賴溪（Dry Creek）
- 東德賴溪（East Dry Creek）
- 繆爾溪（Mule Creek）
- 西德賴溪（West Dry Creek）

## 人口統計
根據2010年美國人口普查，埃特納鎮區人口有7人，人口密度為0.02人/平方公里。

## 外部連結
- US-Counties.com
- City-Data.com （页面存档备份，存于）